# Master of Puppets
Master of Puppets és el tercer àlbum d'estudi de la banda estatunidenca de thrash metal Metallica. Va ser publicat el 3 de març de 1986, amb la producció de Flemming Rasmussen, fou el primer dins una discogràfica important. Malauradament també va ser l'últim que la banda va enregistrar amb l'aleshores baixista Cliff Burton, que va morir tràgicament el setembre del mateix any en un accident d'autobús; per a molts, el disc reflecteix clarament l'habilitat de Burton. Aquest disc va obtenir la posició número 29 de la llista Billboard i fou el primer disc de thrash metal en ser certificat com a disc de platí.

## Informació
L'àlbum de debut de la banda Kill 'Em All (1983) va representar la fundació del thrash metal per la seva agressivitat i lletra, mentre que el segon treball, Ride the Lightning (1984) va servir per estendre els límits d'aquest gènere amb una millora en la composició i la producció. Aquestes treballs van atraure l'atenció d'Elektra Records, amb la qual van signar un contracte per vuit àlbums. Van prescindir del seu mànager Jon Zazula i van contractar els executius de Q Prime, Cliff Burnstein i Peter Mensch. Van ampliar el seu espectre comercial i van participar en diversos festivals amb bandes més famoses. A mitjans de 1985 van començar a treballar en un nou treball, bàsicament amb Lars Ulrich i James Hetfield com a compositors, i sense la col·laboració de Dave Mustaine, ja fora de la banda. Aquest disc té una estructura molt similar a la del seu predecessor però la seva musicalització és més poderosa i èpica, ritmes ajustats i solos de guitarra delicats.
La banda no va quedar satisfeta amb l'acústica obtinguda en estudis del seu país i van decidir fer l'enregistrament a Dinamarca, país natal d'Ulrich. Concretament als Sweet Silence Studios de Copenhague amb la producció de Flemming Rasmussen. La composició de la majoria de les cançons ja estava realitzada prèviament al viatge a Dinamarca, i també gran part del treball de preparació, de manera que només van fer falta lleugers canvis a l'estudi. Tanmateix, el sentit de perfeccionisme que va implantar la banda va provocar que aquesta etapa s'allargués molt més que en els treballs anteriors. Ja el gener de 1986 van completar aquesta etapa i van poder fer les mescles finals amb la col·laboració de Michael Wagener.
La mateixa banda amb Peter Mensch van dissenyar la portada del disc i Don Brautigam es va encarregar del pintat. Representa un cementeri de creus blanques lligades amb cordes i manipulades per dues mans vermelles del cel. El disseny original fou subhastat al Rockefeller Center de Nova York l'any 2008 per 28.000 dòlars.
Master of Puppets és considerat com una obra mestra dins del thrash metal i del heavy metal en general. Van aconseguir introduir un nou nivell de duresa i complexitat al thrash metal, i els va permetre entrar a les grans lligues de la música. El disc compta amb temes molt tècnics com ara "Battery", "Orion", "Welcome Home (Sanitarium)", "Damage Inc." i la mateixa "Master of Puppets"; aquesta última és considerada per molts com la millor cançó de Metallica. L'àlbum va rebre elogis per part de la crítica musical, destacant fins i tot de mitjans fora de l'escena dura. Aquests indicaven que aquest treball era més musical respecte als anteriors i temàticament coherent, les cançons més intentes i una gran producció. Altres mitjans menys entusiastes van indicar que l'energia i les motivacions polítiques de la banda eren respectables però que evocaven imatges estereotipades d'herois revolucionaris. Aquest treball ha aparegut en les llistes dels millors àlbums de diverses publicacions internacionals, per exemple en la posició 167 de la Llista dels 500 millors discs de tots els temps segons Rolling Stone, la revista Time la va incloure en la seva llista dels 100 millors àlbums de tots els temps, o la revista Guitar World el va escollir com el quart millor àlbum de guitarres de tots els temps. El mitjà IGN i diversos crítics musicals l'han escollit com el millor àlbum de heavy metal de tots els temps. La revista Kerrang! li va dedicar l'edició de l'abril de 2006.
Publicat el 3 de març de 1986, l'àlbum va romandre a la llista estatunidenca Billboard 200 durant 72 setmanes i va permetre a la banda rebre la primera certificació de disc d'or. Va debutar al lloc número 128 i va arribar a la 29a posició d'aquesta llista, superant les 300.000 còpies les primeres setmanes sense tenir gaire difusió a les emissores de ràdio ni utilitzar videoclips. L'any 2003 fou certificat amb el sisè disc de platí per la indústria estatunidenca després d'haver superat els 6 milions d'unitats en el seu país. A nivell internacional va tenir menys èxit però igualment va aconseguir entrar en diverses llistes d'àlbums i fins i tot al Top 10 a Finlàndia. També va aconseguir certificacions de disc de platí al Canadà i disc d'or al Regne Unit.
Per tal de promocionar aquest treball, Metallica va preferir realitzar una llarga gira mundial titulada Damage, Inc. Tour en comptes de llançar senzills o videoclips. De març a agost de 1986 van obrir els concerts d'Ozzy Osbourne als Estats Units, la primera gira on la banda va actuar per grans públics. Els membres de Metallica eren seguidors de Black Sabbath, la banda d'Osbourne, i van mantenir una bona relació durant tota la gira. La seva actuació durava uns 45 minuts seguida d'alguna repetició. Al setembre van iniciar la part europea de la gira amb el suport d'Anthrax. Després del concert a Estocolm el 26 de setembre, l'autobús de la banda va patir un accident degut al glaç amb greus conseqüències. Cliff Burton va sortir disparat contra una finestra i va morir a l'instant. La banda va tornar a San Francisco i van contractar a Jason Newsted, baixista de Flotsam and Jetsam, per substituir l'absència de Burton. El conductor de l'autobús fou acusat d'homicidi.

## Llista de cançons
Totes les lletres escrites per James Hetfield. 
| Núm.          | Títol                          | Música                                       | Durada |
| ------------- | ------------------------------ | -------------------------------------------- | ------ |
| 1.            | «Battery»                      | Hetfield, Lars Ulrich                        | 5:12   |
| 2.            | «Master of Puppets»            | Hetfield, Ulrich, Cliff Burton, Kirk Hammett | 8:36   |
| 3.            | «The Thing That Should Not Be» | Hetfield, Ulrich, Hammett                    | 6:37   |
| 4.            | «Welcome Home (Sanitarium)»    | Hetfield, Ulrich, Hammett                    | 6:27   |
| 5.            | «Disposable Heroes»            | Hetfield, Ulrich, Hammett                    | 8:17   |
| 6.            | «Leper Messiah»                | Hetfield, Ulrich                             | 5:40   |
| 7.            | «Orion» (Instrumental)         | Hetfield, Ulrich, Burton                     | 8:28   |
| 8.            | «Damage, Inc.»                 | Hetfield, Ulrich, Burton, Hammett            | 5:30   |
| Durada total: | Durada total:                  | Durada total:                                | 54:46  |

| 9.            | «Battery» (Directe a Seattle, 1989)                      | 4:53  |
| 10.           | «The Thing That Should Not Be» (Directe a Seattle, 1989) | 7:02  |
| Durada total: | Durada total:                                            | 66:41 |

## Curiositats
- Master of Puppets apareix gairebé al final del documental Metal: A Headbanger's Journey.
- "Welcome Home (Sanitarium)", "Master of Puppets", "Disposable Heroes", "Battery", "Orion" i "The Thing That Should Not Be" són temes disponibles per jugar al videojoc Guitar Hero: Metallica.
- "Master of Puppets" apareix en un capítol de la sèrie The Simpsons quan Metallica s'allunya d'Otto dins d'una furgoneta conduïda per Hans Topo. Mentre s'allunyen els integrants de Metallica toquen aquesta cançó.
- "Battery" és un tema disponible en el videojoc Rock Band 2.
- La cancó "Master of Puppets" és considerada com la segona millor cançó de metal de la història segons VH1 i la segona millor en el Top 500 Heavy Metal Songs Of All Time, només per darrere de "Paranoid" de Black Sabbath.
- La cançó "Orion" és considerada com un himne de Cliff Burton; va ser també la cançó que es va escoltar durant el funeral del mateix baixista.
- El solo de guitarra de la cançó "Master of Puppets" va ocupar el lloc número 50 de cent del rànquing dels cent millors solos de heavy metal, segons un exemplar de la revista Guitar World de 1998.
- La cançó "Orion" és sovint interpretada pel duet mexicà Rodrigo & Gabriella.

## Posicions en llista
| Llista       | Posició | Certificacions |
| ------------ | ------- | -------------- |
| Alemanya     | 31      |                |
| Austràlia    | 33      |                |
| Canadà       | 52      | 6x Platí       |
| Estats Units | 29      | 6x Platí       |
| França       | 11      |                |
| Espanya      | 52      |                |
| Regne Unit   | 41      | 1x Or          |

## Personal
Metallica
- James Hetfield − veu i guitarra rítmica; primer solo del guitarra ("Master of Puppets"), segon solo del guitarra ("Orion")
- Kirk Hammett − guitarra solista
- Cliff Burton − baix, veus addicionals ("Battery", "Master of Puppets", "Disposable Heroes", "Leper Messiah", "Damage, Inc.")
- Lars Ulrich − bateria, percussió ("The Thing That Should Not Be")

Producció
- Flemming Rasmussen − producció, enginyeria
- Metallica − producció, concepte portada
- Andy Wroblewski − assistència enginyeria
- Michael Wagener − mescles
- Mark Wilzcak − assistència enginyeria mescles
- Mike Gillies − mescles cançons addicionals (rellançament 1995)
- George Marino − masterització, remasterització (rellançament 1995)
- Michael Alago − executiu A&R

Presentació
- Peter Mensch − concepte portada
- Don Brautigam − il·lustració portada
- Ross Halfin; Rich Likong; Rob Ellsi − fotografia